# Matrox Millenium
Matrox Millenium – seria kart graficznych na złącza PCI oraz AGP wydana w 1997 roku. Posiadała akcelerację 3D, możliwość rozszerzania pamięci własnej w późniejszych modelach karty te obsługiwały złącze AGP x4 i T&L a także Pixel Shader. Początkowo miały złącze analogowe a później dodano obsługę cyfrowych złącz DVI. Najlepszy model posiadał 256 MB pamięci DDR. Aktualnie karty z serii Milennium nie są już produkowane. Wydane do niej sterowniki były kompatybilne z Windows 95, Windows NT wzwyż. Niektóre modele były podatne na overclocking.